# Федорівка (Миролюбівський старостинський округ, Лозівська міська громада)
Фе́дорівка — село в Україні, у Лозівському районі Харківської області. Входить до складу Лозівської міської громади. Населення становить 138 осіб.

## Географія
Село Федорівка знаходиться на відстані 4 км від Орільського водосховища. За 2 км знаходиться село Григоросове. По селу протікає пересихаючий струмок з декількома загатами.

## Історія
- 1930 — дата заснування.
- До 2018 року орган місцевого самоврядування — Миролюбівська сільська рада.

## Економіка
- Молочно-товарна ферма.